# 고르디아누스 2세
고르디아누스 2세(192년 ~ 238년 4월 12일)는 로마 제국의 스물 여섯 번째 공동황제로 아버지 고르디아누스 1세와 함께 238년 3월에 황제에 올랐으나 재위 1달여 만에 누미디아 총독 카펠리아누스와 싸우다가 전사했고 뒤이어 고르디아누스 1세가 자살했다.

## 같이 보기
- 로마 황제 연대표
- 고르디아누스 1세

| 전임 막시미누스 트락스 | 제26대 로마 제국 황제(공동 고르디아누스 1세) 238년 | 후임 푸피에누스, 발비누스 |